# قدار بن سالف
أُحيمَرُ ثمودَ أو قدار بن سالف بن جندع رجل من قبيلة ثمود، وهو من قاد الثموديين المشركين لذبح ناقة صالح كفراً بالله تعالى.

## ذكره في القرآن
قال تعالى: ﴿فَقَالُوا أَبَشَرًا مِنَّا وَاحِدًا نَتَّبِعُهُ إِنَّا إِذًا لَفِي ضَلَالٍ وَسُعُرٍ ۝٢٤﴾ [القمر:24]
| قدار بن سالف     | ( إذ انبعث أشقاها ) أي: أشقى القبيلة، هو قدار بن سالف عاقر الناقة، وهو أحيمر ثمود، وهو الذي قال تعالى: ﴿فَنَادَوْا صَاحِبَهُمْ فَتَعَاطَى فَعَقَرَ ۝٢٩﴾ [القمر:29]. وكان هذا الرجل عزيزا فيهم، شريفا في قومه، نسيبا رئيسا مطاعا. | قدار بن سالف |
| — تفسير ابن كثير | |              |

## في الأحاديث النبوية
روى الترمذي في سننه عَنْ عَبْدِ اللَّهِ بْنِ زَمْعَةَ، قَالَ: سَمِعْتُ النَّبِيَّ صَلَّى اللَّهُ عَلَيْهِ وَسَلَّمَ يَوْمًا يَذْكُرُ النَّاقَةَ وَالَّذِي عَقَرَهَا فَقَالَ: ﴿إِذِ انْبَعَثَ أَشْقَاهَا ۝١٢﴾ [الشمس:12] «انْبَعَثَ لَهَا رَجُلٌ عَارِمٌ عَزِيزٌ مَنِيعٌ فِي رَهْطِهِ مِثْلُ أَبِي زَمْعَةَ»
- وعن عبيد الله بن أنس عن النبي صلى الله عليه وسلم أنه قال :«أشقى الأولينَ عاقرُ الناقةِ ، وأشقَى الآخرينَ الذي يطعنكَ يا عليّ وأشارَ إلى حيْثُ يطعنُ»
- وعن عمار بن ياسر قال :«فقال رسولُ اللهِ صلى الله عليه وسلم يا أبا تُرابٍ لما يرى عليه من التُّرابِ فقال رسولُ اللهِ صلى الله عليه وسلم ألا يا أبا ترابٍ ألا أُحدِّثُكما بأشقى الناسِ رجُلينِ قلنا بلى يا رسولَ اللهِ قال أُحيمَرُ ثمودَ الذي عقر الناقةَ والذي يضربُك على هذه يعني قرنَ عليٍّ حتى تبتلَّ هذه من الدَّمِ يعني لِحيتَه».